# Резолюция 88 на Съвета за сигурност на ООН
Резолюция 88 на Съвета за сигурност на ООН е приета с мнозинство на 8 ноември 1950 г. по повод военната агресия на Северна Корея над Република Корея, започнала на 25 юни 1950 г.
С Резолюция 88 Съветът за сигурност решава да покани представители на централното народно правителство на Народна република Китай да присъстват по време на обсъждането в Съвета за сигурност на специалния доклад на обединеното командване на силите на ООН в Корея.
Резолюция 88 е приета с мнозинство от 8 гласа „за“ срещу 2 гласа „против“ от страна на Куба и Република Китай, като представителят на Египет гласува „въздържал се“.